# Alessio Dionisi
Alessio Dionisi (* 1. dubna 1980 Abbadia San Salvatore, Itálie) je italský fotbalový trenér a bývalý fotbalový obránce, který od sezony 2024/25 vede italské Palermo.

## Trenérská statistika
| Sezóna             | Klub               | Liga               | Liga   | Liga  | Liga   | Liga   | Liga              | Národní poháry | Národní poháry | Národní poháry | Národní poháry | Národní poháry | Národní poháry | Kontinentální poháry | Kontinentální poháry | Kontinentální poháry | Kontinentální poháry | Kontinentální poháry | Kontinentální poháry | Celkem | Celkem | Celkem | Celkem |
| Sezóna             | Klub               | Soutěž             | Zápasy | Výhry | Remízy | Prohry | Umístění          | Soutěž         | Zápasy         | Výhry          | Remízy         | Prohry         | Úspěch         | Soutěž               | Zápasy               | Výhry                | Remízy               | Prohry               | Úspěch               | Zápasy | Výhry  | Remízy | Prohry |
| ------------------ | ------------------ | ------------------ | ------ | ----- | ------ | ------ | ----------------- | -------------- | -------------- | -------------- | -------------- | -------------- | -------------- | -------------------- | -------------------- | -------------------- | -------------------- | -------------------- | -------------------- | ------ | ------ | ------ | ------ |
| 2014               | Olginatese         | Serie D            | 6      | 0     | 3      | 3      | Propuštěn v říjnu | IP             | 1              | 0              | 0              | 1              | -              | -                    | 0                    | 0                    | 0                    | 0                    | -                    | 7      | 0      | 3      | 4      |
| 2015/16            | Borgosesia         | Serie D            | 38     | 12    | 11     | 15     | 13. místo         | CI             | 0              | 0              | 0              | 0              | -              | -                    | 0                    | 0                    | 0                    | 0                    | -                    | 38     | 12     | 11     | 15     |
| 2016/17            | Borgosesia         | Serie D            | 34+1   | 16    | 14     | 4+1    | 3. místo          | IP             | 0              | 0              | 0              | 0              | -              | -                    | 0                    | 0                    | 0                    | 0                    | -                    | 35     | 16     | 14     | 5      |
| 2017/18            | Fiorenzuola        | Serie D            | 38+1   | 16    | 16+1   | 6      | 4. místo          | IP             | 0              | 0              | 0              | 0              | -              | -                    | 0                    | 0                    | 0                    | 0                    | -                    | 39     | 16     | 17     | 6      |
| 2018/19            | Imolese            | Serie C            | 38+4   | 15+2  | 17     | 6+2    | 3. místo          | IP             | 2              | 1              | 0              | 1              | -              | -                    | 0                    | 0                    | 0                    | 0                    | -                    | 44     | 18     | 17     | 9      |
| 2019/20            | Benátky            | Serie B            | 38     | 12    | 14     | 12     | 11. místo         | IP             | 2              | 1              | 0              | 1              | -              | -                    | 0                    | 0                    | 0                    | 0                    | -                    | 40     | 13     | 14     | 13     |
| 2020/21            | Empoli             | Serie B            | 38     | 29    | 16     | 3      | 1. místo (postup) | IP             | 4              | 3              | 0              | 1              | osmifinále     | -                    | 0                    | 0                    | 0                    | 0                    | -                    | 42     | 32     | 16     | 4      |
| 2021/22            | Sassuolo           | Serie A            | 38     | 13    | 11     | 14     | 11. místo         | IP             | 2              | 1              | 0              | 1              | čtvrtfinále    | -                    | 0                    | 0                    | 0                    | 0                    | -                    | 40     | 14     | 11     | 15     |
| 2022/23            | Sassuolo           | Serie A            | 38     | 12    | 9      | 17     | 13. místo         | IP             | 1              | 0              | 0              | 1              | -              | -                    | 0                    | 0                    | 0                    | 0                    | -                    | 39     | 12     | 9      | 18     |
| 2023/24            | Sassuolo           | Serie A            | 25     | 5     | 5      | 15     | Propuštěn v únoru | IP             | 3              | 1              | 1              | 1              | -              | -                    | 0                    | 0                    | 0                    | 0                    | -                    | 28     | 6      | 6      | 16     |
| Celkem za Sassuolo | Celkem za Sassuolo | Celkem za Sassuolo | 101    | 30    | 25     | 46     | -                 | -              | 6              | 2              | 1              | 3              | -              | -                    | 0                    | 0                    | 0                    | 0                    | -                    | 107    | 32     | 26     | 49     |
| 2024/25            | Sassuolo           | Serie B            | ?      | ?     | ?      | ?      | ?. místo          | IP             | ?              | ?              | ?              | ?              | -              | -                    | 0                    | 0                    | 0                    | 0                    | -                    | ?      | ?      | ?      | ?      |
| Celkově            | Celkově            | Celkově            | 337    | 122   | 117    | 98     | -                 | -              | 14             | 7              | 1              | 6              | -              | -                    | 0                    | 0                    | 0                    | 0                    | -                    | 351    | 129    | 118    | 104    |

## Úspěchy

### Trenérské
- vítěz 2. italské ligy (1x)

Empoli: 2020/21

### Individuální
- 1× nejlepší trenér 2. italské ligy (2020/2021)